# Hubert Meisel
Hubert Meisel (* 4. März 1912 in Forst (Baden); † 25. August 1991 in Bruchsal) war ein deutscher römisch-katholischer Pfarrer und Ehrenbürger der Gemeinde Ubstadt-Weiher.

## Leben
Hubert Meisel wurde am 4. März 1912 als Sohn des Landwirts Josef Meisel und dessen Ehefrau Maria geb. Luft in Forst geboren. Ostern 1925 trat er nach Vorbereitung durch Pfarrer Schmitt in die Quinta des Gymnasiums Bruchsal ein. Nach der Ablegung der Reifeprüfung 1933 studierte er an der Universität Freiburg Theologie. Am 27. März 1938 wurde er zum Priester geweiht. 
Am 25. April 1938 wurde er Vikar in Herbolzheim/Jagst, am 4. April 1939 Vikar in Hardheim und am 20. Juni 1940 in Mannheim (St. Josef).
Am 5. Dezember 1940 wurde er in die Sanitäts-Ersatzabteilung 5 in Bad Kreuznach eingezogen. Am Ende des Krieges kam er als Sanitätsfeldwebel in Norwegen in englische Gefangenschaft und wurde im September 1945 in französische Gefangenschaft übergeben. In der Nähe von Chartres kam er in Verbindung zu dem Lager für gefangene katholische Theologiestudenten. Ende 1945 wurde Hubert Meisel im nordfranzösischen Kohlenrevier von Valenciennes als Lagerpfarrer in mehreren Bergwerkslagern eingesetzt.
Am 10. November 1948 wurde er aus französischer Gefangenschaft entlassen. 
Am 11. Dezember 1948 setzte er seine Vikarstätigkeit in Wiesental fort, die allerdings wurde immer wieder durch Krankheit unterbrochen war. Ab dem 21. April 1951 war er Vikar in Bargen und vom 25. Juli 1952 bis 15. Juli 1952 Pfarrverweser in Pfohren. Am 16. Juli 1952 trat er seinen Dienst als Pfarrverweser in Gaggenau-Ottenau an, wo er am 28. September 1958 als Pfarrer investiert wurde. Zu den ihm dort gestellten Aufgaben, zählten u. a. die Renovierung der Pfarrkirche und der Bau eines Kindergartens mit Schwesternhaus. 
Die Stadt Gaggenau ehrte ihn mit der Verleihung der goldenen Verdienstmedaille. 
Gesundheitliche Gründe veranlassten im Jahre 1971 seinen Wechsel nach Stettfeld, wo er vom 21. Mai 1971 bis zu seinem Ruhestand am 1. Juni 1980, den er in Forst (Baden) verbrachte, als Pfarrer wirkte. Seiner Initiative verdankt die Gemeinde den Umbau eines Ökonomiegebäudes zu einem Gemeindehaus und Jugendheim (Stettfelder Römerkeller).
In Anerkennung seiner Verdienste wurde er von der Gemeinde Ubstadt-Weiher zum Ehrenbürger ernannt. Des Weiteren wurde eine Straße in Stettfeld nach ihm benannt: die Hubert-Meisel-Straße.
Zu seinem Goldenen Priesterjubiläum wurde er mit dem Verdienstorden der Bundesrepublik Deutschland ausgezeichnet. 
Er starb am 25. August 1991 im Krankenhaus Bruchsal und wurde am 29. August 1991 auf dem Friedhof in Forst (Baden) beigesetzt.